# Črnomerec
Črnomerec je gradska četvrt u samoupravnom ustrojstvu Grada Zagreba.
Gradska je četvrt osnovana Statutom Grada Zagreba 14. prosinca 1999., a u prethodnom je ustrojstvu postojala i istoimena općina.
Naziv Črnomerec dolazi od naziva istoimena potoka i u najužem se smislu odnosi na predio oko tramvajskoga okretišta u čijoj blizini teče taj potok.
Po podatcima iz 2011. površina je četvrti 24,33 km2, a broj stanovnika 38 546.
Četvrt obuhvaća urbani dio uz Ilicu, zapadno od ulice Republike Austrije te gradska naselja na obroncima Medvednice: Šestinski dol, Sveti Duh, Bijenik, Lukšići, Mikulići, Fraterščica i dijelovi Kustošije (Kustošija – centar, Gornja Kustošija, Graberje, Završje i Krvarić; Donja Kustošija je dio četvrti Stenjevec).
Među povijesnim je znamenitostima srednjovjekovna utvrda Medvedgrad na brdu iznad Lukšića i Rudolfova vojarna s kraja 19. stoljeća. Na Svetom Duhu nalazi se istoimena bolnica i kapela, te bazilika sv. Antuna Padovanskog.

## Vijeće gradske četvrti Črnomerec
- predsjednik: nije izabran
- potpredsjednik: nije izabran

Vijeće gradske četvrti Črnomerec ima 15 zastupnika.
| lista | lista                                                                  | nositelj liste    | glasovi | postotak | mandati |
| ----- | ---------------------------------------------------------------------- | ----------------- | ------- | -------- | ------- |
|       | Možemo! – SDP                                                          | Valentina Šipek   | 6573    | 46,76 %  | 8 / 15  |
|       | HDZ – Domovinski pokret – HSU – HSS                                    | Ivan Matijević    | 2273    | 16,17 %  | 3 / 15  |
|       | NL Marija Selak Raspudić                                               | Dubravka Konjevod | 1745    | 12,41 %  | 2 / 15  |
|       | Zagreb United                                                          | Vedran Jerković   | 1292    | 9,19 %   | 1 / 15  |
|       | Jedino Hrvatska! – Domino – Hrvatski suverenisti – Blok za Hrvatsku    | Vedran Ćorić      | 950     | 6,75 %   | 1 / 15  |
|       | NL Pavle Kalinić – Stranka umirovljenika – Umirovljenici zajedno – ZDS | Marko Kravar      | 557     | 3,96 %   | 0 / 15  |
|       | Most – HSP                                                             | Ivan Jurišić      | 363     | 2,58 %   | 0 / 15  |
|       | Blok umirovljenici zajedno – Plavi grad                                | Jaka Mustapić     | 303     | 2,15 %   | 0 / 15  |

## Promet
Glavna je prometnica kroz područje četvrti Ilica, odnosno na velikom dijelu gdje je Ilica jednosmjerna također i usporedni Prilaz baruna Filipovića i Ulica grada Mainza.
Glavni je smjer javnoga prijevoza prema središtu grada tramvajska pruga do terminala Črnomerec izgrađena 1910. godine, kojom prometuju linije 2, 6 i 11. Na južnom rubu četvrti nalazi se postaje prigradske željeznice Zapadni kolodvor i Kustošija. Do Zapadnog kolodvora također prometuje tramvajska linija 1. Glavna veza s južnim dijelovima grada je autobusna linija 109. Veza s daljnjim zapadnim dijelovima grada i okolice (Zaprešić, Samobor) su ostale autobusne linije s terminala Črnomerec. 
Autobusne linije koje povezuju dijelove same četvrti Črnomerec jesu:
- 126 Črnomerec – Gornja Kustošija – Krvarić
- 127 Črnomerec – Mikulići
- 128 Črnomerec – Lukšići
- 129 Kuniščak – Šestinski Dol
- 135 Črnomerec – Graberje
- 139 Reljkovićeva – Jelenovac
- 141 Reljkovićeva – Vinogradi
- 146 Reljkovićeva – Malešnica – Jankomir
- 149 Kuniščak – Vrhovec

## Vanjske poveznice
- Službene stranice grada Zagreba
- Službena web stranica Gradske četvrti